# Tjeenk Willink (geslacht)
Tjeenk Willink is een Nederlands geslacht dat vooral bekend werd door uitgeversactiviteiten en door een vicevoorzitter van de Raad van State.

## Geschiedenis
De stamreeks begint met Jan Jurriensz. Willinck die omstreeks 1634 werd geboren, begraven 1717. Zijn achterkleinzoon Harmanus Willink (1727-1793), net als zijn vader en grootvader koopman van beroep, trouwde in 1749 Anna Margaretha Thijeenk (1725-1779); bij hun kleinzoon werd de familienaam Tjeenk aan de zijne toegevoegd waardoor de familienaam Tjeenk Willink ontstond.
De familie werd in 1942 opgenomen in het Nederland's Patriciaat, heropname volgde in 1985.

## Bekende telgen
Harmanus Willink (1727-1793), landeigenaar, koopman en kerkmeester te Winterswijk; trouwde in 1749 Anna Margaretha Thijeenk (1725-1779)
- Joost Willink (1750-1829), landeigenaar, steenfabrikant, eigenaar van het goed Gerbelding onder Woold
  - Harmanus Didericus (ged. als Harmanus Dideritus Thienk) Tjeenk Willink (1790-1859), steenfabrikant te Zutphen
    - Wolterus Everhardus Jonas Tjeenk Willink (1816-1885), sinds 1838 boekhandelaar en uitgever te Zwolle
      - dr. Hermanus Diedericus Tjeenk Willink (1843-1917), doopsgezind predikant laatst. (1873) te Vlissingen, uitgever te Haarlem, lid firma A. C. Kruseman en Tjeenk Willink 1874-1877, mede-oprichter (1898) en lid firma H. D. Tjeenk Willink & Zoon, uitgeverij te Haarlem, lid firma W. E. J. Tjeenk Willink, uitgevers te Zwolle 1885-1909, mede-oprichter (1880) Nederlandsche Uitgeversbond, lid gemeenteraad van Haarlem
        - Herman Diederic Tjeenk Willink (1872-1945), mede-oprichter en lid firma H. D. Tjeenk Willink & Zoon, sinds 1928 directeur N.V. H. D. Tjeenk Willink & Zoon’s Uitgevers Mij. te Haarlem, vertegenwoordiger van Nederland in de Internationale Commissie van het Internationale Uitgeversongres
        - mr. Henri Bernard Tjeenk Willink (1879-1945), secretaris Raad voor de Scheepvaart te Amsterdam

      - Jurrian Willem Tjeenk Willink (1844-1906), uitgever te Zwolle
        - Wolterus Everhardus Jonas Tjeenk Willink (1873-1933), lid firma W. E. J. Tjeenk Willink, uitgevers, sinds 1922 directeur N.V. Uitgeversmij. W. E. J. Tjeenk Willink te Zwolle
          - Wolter Everhard Jan Tjeenk Willink (1913), oud-directeur N.V. Uitgeversmij. W. E. J. Tjeenk Willink te Zwolle

        - Johan Christoffel Tjeenk Willink (1876-1964), directeur N.V. Uitgeversmij. W. E. J. Tjeenk Willink te Zwolle, voorzitter Nederlandsche Uitgeversbond; trouwde in 1902 Eskelina Bernarda Jordaan (1880-1963), lid van de familie Jordaan
          - mr. Jurrian Willem Tjeenk Willink (1904-1979), directeur N.V. Uitgeversmij. W. E. J. Tjeenk Willink te Zwolle
          - Albert Frederik Wilhelm Tjeenk Willink (1909), oud-directeur N.V. Uitgeversmij. Gebr. Belinfante en N.V. Uitgeversmij. W. E. J. Tjeenk Willink te Zwolle

        - dr. Jurrian Willem Tjeenk Willink (1878-1942), gynaecoloog
          - Hilda Helena Nelly Tjeenk Willink (1919-1998), trouwt 1e Hendricus Gerard (Han G.) Hoekstra (1906-1988), dichter, journalist, oud-redacteur dagblad Het Parool; trouwt 2e 1955 Geertjan Lubberhuizen (1916-1984), mede-oprichter en directeur Coöp. Ver. "De Bezige Bij" tot Uitgave van Boeken en Tijdschriften G.A. te Amsterdam, voorzitter Commissie voor de Collectieve Propaganda van het Nederlandse Boek; trouwt 3e 1971 prof. dr. Arie Biemond (1902-1973), neuroloog, hoogleraar neurologie Universiteit van Amsterdam

      - Johanna Margaretha Tjeenk Willink (1857-1938); trouwt 1880 prof. dr. Koenraad Kuiper (1854-1922), hoogleraar Griekse taal- en letterkunde en Griekse oudheden Universiteit van Amsterdam

    - Harmanus Petrus Tjeenk Willink (1821-1886), notaris
      - dr. Herman Diederik Tjeenk Willink (1870-1962), directeur H.B.S. te Semarang, directeur Middelbare Koloniale Landbouwschool te Deventer
        - mr. Martina Tjeenk Willink (1905-1992), oud-algemeen secretaris Nationale Raad voor Maatschappelijk Welzijn, oud-lid Eerste Kamer der Staten-Generaal
        - dr. Herman Diederik Tjeenk Willink (1902-1995), oud-directeur Gemeentelijke Energie en Waterleiding Bedrijven Amsterdam
          - mr. Herman Diederik Tjeenk Willink (1942), vicevoorzitter van de Raad van State

    - Hendrik Anne Tjeenk Willink (1831-1885), boekhandelaar en uitgever te Arnhem, firmant H. A. Tjeenk Willink
    - Aleida Diderica Tjeenk Willink (1831-1877); trouwt 1856 Jan Frederik Valentin Behrns (1830-1883), boekhandelaar en -drukker, uitgever Dagblad van Friesland te Harlingen, sinds 1875 boekhandelaar, uitgever en agent van levensverzekeringsmaatschappijen te Amsterdam

Geslachten die opgenomen zijn in het sinds 1910 verschijnende genealogische naslagwerk Nederland's Patriciaat. Lijst volgens opgave van het CBG Centrum voor familiegeschiedenis.
A · B · C · D · E · F · G · H · I · J · K · L · M · N · O · P · Q · R · S · T · U · V · W · Y · Z